# Lista siturilor arheologice din județul Harghita - D
Lista siturilor arheologice din județul Harghita - D conține toate siturile arheologice din județul Harghita înscrise în Repertoriul Arheologic Național (RAN) și aflate în localități al căror nume începe cu litera D. RAN este administrat de Ministerul Culturii și Patrimoniului Național și cuprinde date științifice, cartografice, topografice, imagini și planuri, precum și orice alte informații privitoare la zonele cu potențial arheologic, studiate sau nu, încă existente sau dispărute.
Puteți căuta un sit din localitățile care încep cu litera D folosind formularul de mai jos sau puteți naviga prin toate siturile din județ la Lista siturilor arheologice din județul Harghita.
| Cod RAN                                   | Denumire | Localitate                       | Adresă                                     | Datare                               | Descoperit | Coordonate                                    | Imagine           | Erori            |
| ----------------------------------------- | --- | -------------------------------- | ------------------------------------------ | ------------------------------------ | ---------- | --------------------------------------------- | ----------------- | ---------------- |
| 84273.01.01 (Cod LMI: HR-I-s-B-12664)     | Situl arheologic de la Dealu - "Cetatea Macului" / ansamblu anonim (Categorie: locuire civilă) (Tip: Așezare fortificată)                                         | sat Dealu, comuna Dealu          | Cetatea Macului                            | Wietenberg - II                      |            |                                               | Încărcați imagine | Raportați eroare |
| 84273.01.02 (Cod LMI: HR-I-s-B-12664)     | Situl arheologic de la Dealu - "Cetatea Macului" / ansamblu anonim (Categorie: locuire civilă) (Tip: Așezare)                                                     | sat Dealu, comuna Dealu          | Cetatea Macului                            | Jigodin                              |            |                                               | Încărcați imagine | Raportați eroare |
| 85172.01.01 (Cod LMI: HR-I-m-B-12665.03)  | Situl arheologic de la Dejuțiu - "Piscul Homlok" / ansamblu anonim (Categorie: locuire civilă) (Tip: Așezare)                                                     | sat Dejuțiu, comuna Mugeni       | Piscul Homlok                              |                                      |            |                                               | Încărcați imagine | Raportați eroare |
| 85172.01.02 (Cod LMI: HR-I-m-B-12665.02)  | Situl arheologic de la Dejuțiu - "Piscul Homlok" / ansamblu anonim (Categorie: locuire civilă) (Tip: Așezare)                                                     | sat Dejuțiu, comuna Mugeni       | Piscul Homlok                              |                                      |            |                                               | Încărcați imagine | Raportați eroare |
| 85172.01.03 (Cod LMI: HR-I-m-B-12665.01)  | Situl arheologic de la Dejuțiu - "Piscul Homlok" / ansamblu anonim (Categorie: locuire civilă) (Tip: Așezare)                                                     | sat Dejuțiu, comuna Mugeni       | Piscul Homlok                              | sec. III - IV                        |            |                                               | Încărcați imagine | Raportați eroare |
| 85172.01.04 (Cod LMI: HR-I-m-B-12665.04)  | Situl arheologic de la Dejuțiu - "Piscul Homlok" / ansamblu anonim (Categorie: locuire civilă) (Tip: Așezare)                                                     | sat Dejuțiu, comuna Mugeni       | Piscul Homlok                              | sec. I. a. Chr. - I p. Chr.          |            |                                               | Încărcați imagine | Raportați eroare |
| 85172.01.05 (Cod LMI: HR-I-m-B-12665.05)  | Situl arheologic de la Dejuțiu - "Piscul Homlok" / ansamblu anonim (Categorie: locuire civilă) (Tip: Așezare)                                                     | sat Dejuțiu, comuna Mugeni       | Piscul Homlok                              | sec. VI - VII                        |            |                                               | Încărcați imagine | Raportați eroare |
| 85172.01.06 (Cod LMI: HR-I-m-B-12665.06)  | Situl arheologic de la Dejuțiu - "Piscul Homlok" / ansamblu anonim (Categorie: locuire civilă) (Tip: Așezare)                                                     | sat Dejuțiu, comuna Mugeni       | Piscul Homlok                              | sec. XII - XIII                      |            |                                               | Încărcați imagine | Raportați eroare |
| 84246.01.01                               | Tezaurul monetar de la Dănești - "Casa Albert David" / ansamblu anonim (Categorie: depozit/tezaur) (Tip: tezaur)                                                  | sat Dănești, comuna Dănești      | Casa Albert David                          |                                      |            |                                               | Încărcați imagine | Raportați eroare |
| 84246.02.01                               | Așezarea geto-dacică de la Dănești - "Cimitirul Nou" / ansamblu anonim (Categorie: locuire civilă) (Tip: Așezare)                                                 | sat Dănești, comuna Dănești      | Cimitirul Nou                              | geto-dacică sec. I î.Chr. - I d.Chr. |            |                                               | Încărcați imagine | Raportați eroare |
| 84399.01.01                               | Villa rustica de la Dârjiu - "Pârâul cu bani" / ansamblu anonim (Categorie: locuire civilă) (Tip: Villa rustica)                                                  | sat Dârjiu, comuna Dârjiu        | Pârâul cu bani                             |                                      |            |                                               | Încărcați imagine | Raportați eroare |
| 84399.02.01 (Cod LMI: HR-II-m-A-12813.01) | Situl arheologic "ansamblul bisericii unitariene fortificate de la Dârjiu" / ansamblu anonim (Categorie: structură de cult/religioasă) (Tip: Biserică)            | sat Dârjiu, comuna Dârjiu        | Str. Alszeg 164, punct Biserica unitariană | sec. XIV - XV                        |            |                                               | Încărcați imagine | Raportați eroare |
| 84399.02.02 (Cod LMI: HR-II-m-A-12813.02) | Situl arheologic "ansamblul bisericii unitariene fortificate de la Dârjiu" / ansamblu anonim (Categorie: structură de cult/religioasă) (Tip: Incinta fortificată) | sat Dârjiu, comuna Dârjiu        | Str. Alszeg 164, punct Biserica unitariană | sec. XV                              |            |                                               | Încărcați imagine | Raportați eroare |
| 84273.02.01                               | Valul de pământ "drumul Tătarilor" de la Dealu - "Tăietura, Balta Tăieturii" / ansamblu anonim (Categorie: fortificație) (Tip: Val de pământ)                     | sat Dealu, comuna Dealu          | Tăietura, Balta Tăieturii                  |                                      |            |                                               | Încărcați imagine | Raportați eroare |
| 84273.03.01                               | Turnul roman de la Dealu - "Dealul Mânăstirii" / ansamblu anonim (Categorie: fortificație) (Tip: Turn)                                                            | sat Dealu, comuna Dealu          | Dealul Mânăstirii                          |                                      |            |                                               | Încărcați imagine | Raportați eroare |
| 84353.01.01                               | Situl medieval de la Ditrău - "Culmea Tasoc sau Tesac" / ansamblu anonim (Categorie: locuire) (Tip: sit)                                                          | sat Ditrău, comuna Ditrău        | Culmea Tasoc sau Tesac                     | sec. IX-X                            |            |                                               | Încărcați imagine | Raportați eroare |
| 84353.02.01                               | Biserica romanică de la Ditrău / ansamblu anonim (Categorie: structură de cult/religioasă) (Tip: Biserică)                                                        | sat Ditrău, comuna Ditrău        | Biserica catolică                          |                                      |            |                                               | Încărcați imagine | Raportați eroare |
| 85172.02.01                               | Situl arheologic de la Dejuțiu - "Locul rotund" / ansamblu anonim (Categorie: locuire civilă) (Tip: Așezare)                                                      | sat Dejuțiu, comuna Mugeni       | Locul rotund                               | Cucuteni - Ariușd                    |            | 46°15′13″N 25°10′29″E / 46.25357°N 25.17467°E | Încărcați imagine | Raportați eroare |
| 85172.02.02                               | Situl arheologic de la Dejuțiu - "Locul rotund" / ansamblu anonim (Categorie: locuire civilă) (Tip: așezare deschisă)                                             | sat Dejuțiu, comuna Mugeni       | Locul rotund                               | Daci liberi                          |            | 46°15′13″N 25°10′29″E / 46.25357°N 25.17467°E | Încărcați imagine | Raportați eroare |
| 85172.03                                  | Staterul de aur de la Dejuțiu - "Vechea capelă" (Categorie: descoperire izolată) (Tip: obiect izolat)                                                             | sat Dejuțiu, comuna Mugeni       | Vechea capelă                              |                                      |            |                                               | Încărcați imagine | Raportați eroare |
| 83393.02.01                               | Așezarea dacică de la Delnița - Dâmbul Mieilor / ansamblu anonim (Categorie: locuire) (Tip: așezare deschisă)                                                     | sat Delnița, comuna Păuleni-Ciuc | Dâmbul Mieilor                             | dacică sec. II - I                   |            |                                               | Încărcați imagine | Raportați eroare |